# Copa de la AFC 2006
La Copa de la AFC del 2006 fue la tercera edición del segundo torneo de fútbol más importante a nivel de clubes organizado por la AFC. Los equipos de Corea del Norte y Birmania fueron excluidos del torneo, mientras que Baréin fue relegado de la Liga de Campeones de la AFC.
El Al-Faisaly de Jordania venció en la final al Al-Muharraq de Baréin para ser el campeón por segunda ocasión consecutiva.

## Participantes por asociación
| Zona Oeste Asiático | Zona Oeste Asiático    | Zona Oeste Asiático  | Zona Oeste Asiático | Zona Oeste Asiático |
| Asociación          | Asociación             | AFC Champions League | AFC Cup             | AFC President's Cup |
| ------------------- | ---------------------- | -------------------- | ------------------- | ------------------- |
| 1                   | Arabia Saudíta         | 2+1                  |                     |                     |
| 2                   | Emiratos Árabes Unidos | 2                    |                     |                     |
| 3                   | Irán                   | 2                    |                     |                     |
| 4                   | Catar                  | 2                    |                     |                     |
| 5                   | Uzbekistán             | 2                    |                     |                     |
| 6                   | Irak                   | 2                    |                     |                     |
| 7                   | Kuwait                 | 2                    |                     |                     |
| 8                   | Siria                  | 2                    |                     |                     |
| 9                   | India                  |                      | 2                   |                     |
| 10                  | Jordania               |                      | 2                   |                     |
| 11                  | Líbano                 |                      | 2                   |                     |
| 12                  | Turkmenistán           |                      | 2                   |                     |
| 13                  | Bangladés              |                      | 2                   |                     |
| 14                  | Omán                   |                      | 2-1                 |                     |
| 15                  | Baréin                 |                      | 1                   |                     |
| 16                  | Yemen                  |                      | 2-2                 |                     |
| 17                  | Kirguistán             |                      |                     | 1                   |
| 18                  | Nepal                  |                      |                     | 1                   |
| 19                  | Pakistán               |                      |                     | 1                   |
| 20                  | Sri Lanka              |                      |                     | 1                   |
| 21                  | Tayikistán             |                      |                     | 1                   |
| 22                  | Afganistán             |                      |                     | 0                   |
| 23                  | Palestina              |                      |                     | 0                   |
| Total Participantes | Total Participantes    | 16+1                 | 15-3                | 5                   |

- Arabia Saudíta tuvo un cupo extra en la Liga de Campeones de la AFC debido a que tenían al campeón vigente
- Omán tenía 2 cupos para la Copa AFC pero uno fue descalificado por no registrar sus jugadores a tiempo
- Baréin tenía 2 cupos para la Copa AFC pero solo un equipo participó
- Yemén tenía 2 cupos para la Copa AFC pero ambos fueron descalificados por no registrar sus jugadores a tiempo
- Afganistán y Palestina eran elegibles para la Copa Presidente de la AFC pero desistieron su participación
- Bangladés geográficamente pertenece a la Zona Este

| Zona Este Asiático  | Zona Este Asiático  | Zona Este Asiático   | Zona Este Asiático | Zona Este Asiático  |
| Asociación          | Asociación          | AFC Champions League | AFC Cup            | AFC President's Cup |
| ------------------- | ------------------- | -------------------- | ------------------ | ------------------- |
| 1                   | República de Corea  | 2                    |                    |                     |
| 2                   | Japón               | 2                    |                    |                     |
| 3                   | China               | 2                    |                    |                     |
| 4                   | Vietnam             | 2                    |                    |                     |
| 5                   | Indonesia           | 2-2                  |                    |                     |
| 6                   | Tailandia           | 2-2                  |                    |                     |
| 7                   | Singapur            |                      | 2                  |                     |
| 8                   | Hong Kong           |                      | 2                  |                     |
| 9                   | Malasia             |                      | 2                  |                     |
| 10                  | Maldivas            |                      | 2                  |                     |
| 11                  | Bután               |                      |                    | 1                   |
| 12                  | Camboya             |                      |                    | 1                   |
| 13                  | Taiwán              |                      |                    | 1                   |
| 14                  | Birmania            |                      |                    | 0                   |
| 15                  | Brunéi Darussalam   |                      |                    | 0                   |
| 16                  | Filipinas           |                      |                    | 0                   |
| 17                  | Guam                |                      |                    | 0                   |
| 18                  | Laos                |                      |                    | 0                   |
| 19                  | Macao               |                      |                    | 0                   |
| 20                  | Mongolia            |                      |                    | 0                   |
| 21                  | RPD Corea           |                      |                    | 0                   |
| 22                  | Timor Oriental      |                      |                    | 0                   |
| Total Participantes | Total Participantes | 12-4                 | 8                  | 3                   |

- Indonesia y Taliandia perdieron sus cupos de la Liga de Campeones de la AFC por no registrar sus jugadores a tiempo
- Birmania,Brunéi Darussalam, Filipinas, Guam, Laos, Macao, Mongolia RPD Corea y Timor Oriental eran elegibles para la Copa Presidente de la AFC pero desistieron su participación
- Maldivas geográficamente pertenece a la Zona Oeste

## Clasificados
| Asia Occidental    | |
| Baréin (1)         | Al-Muharraq (Ganador de la Bahraini King's Cup 2005) |
| Jordania (2)       | Al-Wehdat SC (Campeón de la Jordan League 2004/05) Al-Faisaly (Campeón defensor & Ganador de la Jordan FA Cup 2004/05)                                                                  |
| Líbano (2)         | Al-Nejmeh (Campeón de la Lebanese Premier League 2004/05) Al Ahed (Ganador de la Lebanese FA Cup 2005)                                                                                  |
| Omán (2)           | Dhofar Club (Campeón de la Liga Profesional de Omán 2004/05) Al-Nasr (Ganador de la Sultan Qaboos Cup 2005)                                                                             |
| Yemen (1)          | Al-Hilal (Ganador de la Copa Presidente de Yemen 2005) |
| Asia Central y Sur | |
| Bangladés (2)      | Brothers Union (Campeón de la Dhaka League 2004-05 & Ganador de la Bangladesh Federation Cup 2005) Mohammedan (Campeón de la 2005–06 Bangladesh National Football Championship 2005/06) |
| India (2)          | Dempo SC (Campeón de la 2004–05 National Football League 2004/05) Mahindra United (Ganador de la Indian Federation Cup 2005)                                                            |
| Turkmenistán (2)   | HTTU Asgabat (Campeón de la Turkmenistan League 2005) FC Merw Mary (Ganador de la Turkmenistan Cup 2005)                                                                                |
| Asia Oriental      | |
| Hong Kong (2)      | Xiangxue Sun Hei (Campeón de la Hong Kong First Division League 2004/05) Happy Valley (Ganador de la Hong Kong FA Cup 2005)                                                             |
| ASEAN              | |
| Malasia (2)        | Perlis FA (Campeón de la Super League Malaysia 2005) Selangor FA (Ganador de la Malaysian FA Cup 2005)                                                                                  |
| Maldivas (2)       | Hurriyya SC (Campeón de la Dhivehi League & la Maldives FA Cup 2005) New Radiant (Subcampeón de la Dhivehi League 2005)                                                                 |
| Singapur (2)       | Tampines Rovers FC (Campeón de la S.League 2005) Home United FC (Ganador de la Singapore Cup 2005)                                                                                      |

## Fase de grupos

### Grupo A
| Pos. | Equipo          | Pts. | PJ | G | E | P | GF | GC | Dif. | Clasificación    |
| ---- | --------------- | ---- | -- | - | - | - | -- | -- | ---- | ---------------- |
| 1    | Al-Muharraq     | 11   | 6  | 3 | 2 | 1 | 8  | 5  | +3   | Cuartos de final |
| 2    | Al Ahed         | 10   | 6  | 3 | 1 | 2 | 16 | 11 | +5   |                  |
| 3    | Mahindra United | 9    | 6  | 2 | 3 | 1 | 8  | 7  | +1   |                  |
| 4    | Brothers Union  | 2    | 6  | 0 | 2 | 4 | 5  | 14 | −9   |                  |

 Fuente: 
| Al-Muharraq | 2 - 0 | Brothers Union |

| Al Ahed | 2 - 2 | Mahindra United |

| Brothers Union | 2 - 2 | Mahindra United |
| Al Ahed        | 0 - 2 | Al-Muharraq     |

| Al-Muharraq | 1 - 1 | Mahindra United |

| Brothers Union | 1 - 3 | Al Ahed |

| Mahindra United | 0 - 1 | Al-Muharraq    |
| Al Ahed         | 6 - 2 | Brothers Union |

| Brothers Union  | 0 - 0 | Al-Muharraq |
| Mahindra United | 2 - 1 | Al Ahed     |

| Al-Muharraq     | 2 - 4 | Al Ahed        |
| Mahindra United | 1 - 0 | Brothers Union |

### Grupo B
El Al-Hilal de Yemen fue descalificado por no enviar la lista de inscripción de jugadores para el torneo.
| Pos. | Equipo    | Pts. | PJ | G | E | P | GF | GC | Dif. | Clasificación    |
| ---- | --------- | ---- | -- | - | - | - | -- | -- | ---- | ---------------- |
| 1    | Al-Nasr   | 12   | 4  | 4 | 0 | 0 | 10 | 2  | +8   | Cuartos de final |
| 2    | Dempo SC  | 4    | 4  | 1 | 1 | 2 | 9  | 7  | +2   |                  |
| 3    | Merw Mary | 1    | 4  | 0 | 1 | 3 | 4  | 14 | −10  |                  |

 Fuente: 
| Al-Nasr | 3 - 1 | Dempo SC |

| Merw Mary | 2 - 2 | Dempo SC |

| Al-Nasr | 4 - 1 | Merw Mary |

| Merw Mary | 0 - 2 | Al-Nasr |

| Dempo SC | 0 - 1 | Al-Nasr |

| Dempo SC | 6 - 1 | Merw Mary |

### Grupo C
El Dhofar Club de Omán fue descalificado por no enviar la lista de jugadores para el torneo a tiempo.
| Equipo 1     | Agr. | Equipo 2   | Ida | Vuelta |
| ------------ | ---- | ---------- | --- | ------ |
| Al-Wehdat SC | 9-1  | Mohammedan | 7-0 | 2-1    |

### Grupo D
| Pos. | Equipo     | Pts. | PJ | G | E | P | GF | GC | Dif. | Clasificación    |
| ---- | ---------- | ---- | -- | - | - | - | -- | -- | ---- | ---------------- |
| 1    | Al-Faisaly | 7    | 4  | 2 | 1 | 1 | 8  | 6  | +2   | Cuartos de final |
| 2    | Al-Nejmeh  | 7    | 4  | 2 | 1 | 1 | 10 | 7  | +3   | Cuartos de final |
| 3    | HTTU       | 2    | 4  | 0 | 2 | 2 | 8  | 13 | −5   |                  |

 Fuente: 
| Nejmeh | 6 - 2 | HTTU |

| Al-Faisaly | 2 - 0 | Nejmeh |

| HTTU | 1 - 1 | Al-Faisaly |

| Al-Faisaly | 4 - 3 | HTTU |

| HTTU | 2 - 2 | Nejmeh |

| Nejmeh | 2 - 1 | Al-Faisaly |

### Grupo E
| Pos. | Equipo           | Pts. | PJ | G | E | P | GF | GC | Dif. | Clasificación    |
| ---- | ---------------- | ---- | -- | - | - | - | -- | -- | ---- | ---------------- |
| 1    | Xiangxue Sun Hei | 13   | 6  | 4 | 1 | 1 | 11 | 4  | +7   | Cuartos de final |
| 2    | Perlis FA        | 11   | 6  | 3 | 2 | 1 | 11 | 4  | +7   |                  |
| 3    | Home United FC   | 6    | 6  | 2 | 0 | 4 | 8  | 11 | −3   |                  |
| 4    | New Radiant      | 4    | 6  | 1 | 1 | 4 | 7  | 18 | −11  |                  |

 Fuente: 
| New Radiant    | 0 - 2 | Xiangxue Sun Hei |
| Home United FC | 2 - 3 | Perlis FA        |

| Xiangxue Sun Hei | 0 - 1 | Home United FC |
|                  |       |                |
| Perlis FA        | 6 - 0 | New Radiant    |

| Xiangxue Sun Hei | 0 - 0 | Perlis FA      |
| New Radiant      | 5 - 3 | Home United FC |

| Home United FC | 2 - 0 | New Radiant      |
| Perlis FA      | 1 - 2 | Xiangxue Sun Hei |

| Perlis FA | 1 - 0 | Home United FC |

| Xiangxue Sun Hei | 5 - 2 | New Radiant |

| New Radiant    | 0 - 0 | Perlis FA        |
| Home United FC | 0 - 2 | Xiangxue Sun Hei |

### Grupo F
| Pos. | Equipo             | Pts. | PJ | G | E | P | GF | GC | Dif. | Clasificación    |
| ---- | ------------------ | ---- | -- | - | - | - | -- | -- | ---- | ---------------- |
| 1    | Tampines Rovers FC | 15   | 6  | 5 | 0 | 1 | 17 | 5  | +12  | Cuartos de final |
| 2    | Selangor FA        | 15   | 6  | 5 | 0 | 1 | 14 | 9  | +5   | Cuartos de final |
| 3    | Happy Valley       | 4    | 6  | 1 | 1 | 4 | 10 | 15 | −5   |                  |
| 4    | Hurriyya SC        | 1    | 6  | 0 | 1 | 5 | 3  | 15 | −12  |                  |

 Fuente: 
| Selangor FA     | 1 - 0 | Tampines Rovers FC |
| Happy Valley AA | 3 - 0 | Hurriyya SC        |

| Hurriya SC         | 1 - 3 | Selangor FA     |
|                    |       |                 |
| Tampines Rovers FC | 3 - 1 | Happy Valley AA |

| Tampines Rovers FC | 3 - 1 | Hurriyya SC     |
| Selangor FA        | 4 - 3 | Happy Valley AA |

| Happy Valley AA | 2 - 3 | Selangor FA        |
| Hurriyya SC     | 0 - 4 | Tampines Rovers FC |

| Tampines Rovers FC | 3 - 2 | Selangor FA |

| Hurriyya SC | 1 - 1 | Happy Valley AA |

| Selangor FA     | 1 - 0 | Hurriyya SC        |
| Happy Valley AA | 0 - 4 | Tampines Rovers FC |

### Mejores segundos lugares
| Pos. | Equipo      | Pts. | PJ | G | E | P | GF | GC | Dif. | Clasificación    |
| ---- | ----------- | ---- | -- | - | - | - | -- | -- | ---- | ---------------- |
| 1    | Selangor FA | 9    | 4  | 3 | 0 | 1 | 10 | 8  | +2   | Cuartos de final |
| 2    | Al-Nejmeh   | 7    | 4  | 2 | 1 | 1 | 10 | 7  | +3   | Cuartos de final |
| 3    | Perlis FA   | 7    | 4  | 2 | 1 | 1 | 5  | 4  | +1   |                  |
| 4    | Al Ahed     | 6    | 4  | 2 | 0 | 2 | 9  | 7  | +2   |                  |
| 5    | Dempo SC    | 4    | 4  | 1 | 1 | 2 | 9  | 7  | +2   |                  |

 Fuente: 

## Fase Final
|  | Cuartos de final      | Cuartos de final      | Cuartos de final      |   |           | Semifinales                      | Semifinales                      | Semifinales                      |  |  | Final                          | Final                          | Final                          |
|  | 12 y 19 de septiembre | 12 y 19 de septiembre | 12 y 19 de septiembre |   |           | 26 de septiembre y 17 de octubre | 26 de septiembre y 17 de octubre | 26 de septiembre y 17 de octubre |  |  | 27 de octubre y 3 de noviembre | 27 de octubre y 3 de noviembre | 27 de octubre y 3 de noviembre |
|  |                       |                       |                       |   |           |                                  |                                  |                                  |  |  |                                |                                |                                |
|  | Tampines Rovers       | 0                     | 0                     |   |           |                                  |                                  |                                  |  |  |                                |                                |                                |
|  | Al-Wahdat             | 1                     | 4                     |   |           |                                  |                                  |                                  |  |  |                                |                                |                                |
|  | Al-Wahdat             | 1                     | 4                     |   | Al-Wahdat | 0                                | 1                                |                                  |  |  |                                |                                |                                |
|  |                       |                       |                       |   | Al-Wahdat | 0                                | 1                                |                                  |  |  |                                |                                |                                |
|  |                       | Al-Faisaly            | 1                     | 1 |           |                                  |                                  |                                  |  |  |                                |                                |                                |
|  | Al-Faisaly (pen.)     | Al-Faisaly            | 1                     | 1 | 1         | 1 (5)                            |                                  |                                  |  |  |                                |                                |                                |
|  | Al-Faisaly (pen.)     |                       |                       |   | 1         | 1 (5)                            |                                  |                                  |  |  |                                |                                |                                |
|  | Xiangxue Sun Hei      | 1                     | 1 (4)                 |   |           |                                  |                                  |                                  |  |  |                                |                                |                                |
|  |                       |                       |                       |   |           |                                  |                                  |                                  |  |  | Al-Faisaly                     | 3                              | 2                              |
|  |                       |                       | Al-Muharraq           | 0 | 4         |                                  |                                  |                                  |  |  |                                |                                |                                |
|  | Selangor FA           | 0                     | 0                     |   |           |                                  |                                  |                                  |  |  |                                |                                |                                |
|  | Al Nejmeh             | 1                     | 0                     |   |           |                                  |                                  |                                  |  |  |                                |                                |                                |
|  | Al Nejmeh             | 1                     | 0                     |   | Al Nejmeh | 1                                | 2                                |                                  |  |  |                                |                                |                                |
|  |                       |                       |                       |   | Al Nejmeh | 1                                | 2                                |                                  |  |  |                                |                                |                                |
|  |                       | Al-Muharraq           | 2                     | 4 |           |                                  |                                  |                                  |  |  |                                |                                |                                |
|  | Al-Nasr               | Al-Muharraq           | 2                     | 4 | 2         | 1                                |                                  |                                  |  |  |                                |                                |                                |
|  | Al-Nasr               |                       |                       |   | 2         | 1                                |                                  |                                  |  |  |                                |                                |                                |
|  | Al-Muharraq (v.)      | 3                     | 0                     |   |           |                                  |                                  |                                  |  |  |                                |                                |                                |

### Cuartos de final
| Equipo 1           | Agr.                 | Equipo 2         | Ida | Vuelta |
| ------------------ | -------------------- | ---------------- | --- | ------ |
| Tampines Rovers FC | 0–5                  | Al-Wehdat SC     | 0–1 | 0–4    |
| Selangor FA        | 0–1                  | Al-Nejmeh        | 0–1 | 0–0    |
| Al-Nasr            | 3–3                  | Al-Muharraq      | 2–3 | 1–0    |
| Al-Faisaly         | 2–2 (t. s.) (5-4 p.) | Xiangxue Sun Hei | 1–1 | 1–1    |

| 12-9-2006 | Tampines Rovers FC | 0–1     | Al-Wehdat SC     | Tampines Stadium, Singapur                         |                                                    |
|           |                    | Reporte | Abdul-Haleem 49' | Asistencia: 3,000 espectadores Árbitro(s): Tan Hai | Asistencia: 3,000 espectadores Árbitro(s): Tan Hai |

| 19-9-2006 | Al-Wehdat SC                                         | 4–0 (Global 5-0) | Tampines Rovers FC | Amman International Stadium, Amán                         |                                                           |
|           | Abdul-Haleem 14' · Shelbaieh 45'+1' 47' · Hammad 69' | Reporte          |                    | Asistencia: 5,000 espectadores Árbitro(s): Kwon Jong-Chul | Asistencia: 5,000 espectadores Árbitro(s): Kwon Jong-Chul |

| 12-9-2006 | Selangor FA | 0–1     | Al-Nejmeh   | Shah Alam Stadium, Selangor                               |                                                           |
|           |             | Reporte | Mohamed 24' | Asistencia: 4,500 espectadores Árbitro(s): Subrata Sarkar | Asistencia: 4,500 espectadores Árbitro(s): Subrata Sarkar |

| 19-9-2006 | Al-Nejmeh | 0–0 (Global 1-0) | Selangor FA | Beirut Sports City Stadium, Beirut                       |                                                          |
|           |           | Reporte          |             | Asistencia: 3,500 espectadores Árbitro(s): O M Al Saeedi | Asistencia: 3,500 espectadores Árbitro(s): O M Al Saeedi |

| 12-9-2006 | Al-Nasr                | 2–3      | Al-Muharraq                     | Al-Saada Stadium, Salalah                               |                                                         |
|           | Matar 22' · Ashoor 55' | [Reporte | Leandson 13' 64' · Massolin 58' | Asistencia: 1,000 espectadores Árbitro(s): Qasem Shaban | Asistencia: 1,000 espectadores Árbitro(s): Qasem Shaban |

| 19-9-2006 | Al-Muharraq | 0–1 (Global 3-3) | Al-Nasr          | Bahrain National Stadium, Riffa                             |                                                             |
|           |             | Reporte          | Matar 56' (pen.) | Asistencia: 2,000 espectadores Árbitro(s): Khalil Al Ghamdi | Asistencia: 2,000 espectadores Árbitro(s): Khalil Al Ghamdi |

| 12-9-2006 | Al-Faisaly | 1–1     | Xiangxue Sun Hei | Amman International Stadium, Amán                                   |                                                                     |
|           | Aqel 54'   | Reporte | Lee Kin Wo 44'   | Asistencia: 3,000 espectadores Árbitro(s): Tayeb Hasan Shamsuzzaman | Asistencia: 3,000 espectadores Árbitro(s): Tayeb Hasan Shamsuzzaman |

| 19-9-2006 | Xiangxue Sun Hei | 1–1 (t. s.)(4–5 p.)(Global 2-2) | Al-Faisaly     | Hong Kong Stadium, Hong Kong                        |                                                     |
|           | Lo Chi Kwan 21'  | Reporte                         | Abu Keshek 60' | Asistencia: 2,722 espectadores Árbitro(s): O Il Son | Asistencia: 2,722 espectadores Árbitro(s): O Il Son |

### Semifinales
| Equipo 1   | Agr. | Equipo 2     | Ida | Vuelta |
| ---------- | ---- | ------------ | --- | ------ |
| Al-Nejmeh  | 3–6  | Al-Muharraq  | 1–2 | 2–4    |
| Al-Faisaly | 2–1  | Al-Wehdat SC | 1–0 | 1–1    |

| 26-9-2006 | Al-Nejmeh       | 1–2     | Al-Muharraq              | Beirut Sports City Stadium, Beirut                      |                                                         |
|           | Nasseredine 21' | Reporte | Babatunde 54' · John 75' | Asistencia: 2,000 espectadores Árbitro(s): Qasem Shaban | Asistencia: 2,000 espectadores Árbitro(s): Qasem Shaban |

| 17-9-2006 | Al-Muharraq                                                       | 4–2 (Global 6-3) | Al-Nejmeh         | Bahrain National Stadium, Riffa                             |                                                             |
|           | Leandson 21' (pen.) 76' (pen.) · Omar 29' · Massolin 90+2' (pen.) | Reporte          | Ghaddar 41' 45+1' | Asistencia: 1,500 espectadores Árbitro(s): Khalil Al Ghamdi | Asistencia: 1,500 espectadores Árbitro(s): Khalil Al Ghamdi |

| 26-9-2006 | Al-Faisaly     | 1–0     | Al-Wehdat SC | Amman International Stadium, Amán                     |                                                       |
|           | Al-Maharmeh 9' | Reporte |              | Asistencia: 17,000 espectadores Árbitro(s): M Mansour | Asistencia: 17,000 espectadores Árbitro(s): M Mansour |

| 17-9-2006 | Al-Wehdat SC  | 1–1 (Global 1-2) | Al-Faisaly     | Amman International Stadium, Amán                         |                                                           |
|           | Shelbaieh 53' | Reporte          | Abu Keshek 66' | Asistencia: 10,000 espectadores Árbitro(s): Masoud Moradi | Asistencia: 10,000 espectadores Árbitro(s): Masoud Moradi |

### Final
| Equipo 1   | Agr. | Equipo 2    | Ida | Vuelta |
| ---------- | ---- | ----------- | --- | ------ |
| Al-Faisaly | 5–4  | Al-Muharraq | 3–0 | 2–4    |

| 27-10-2006 | Al-Faisaly                      | 3–0     | Al-Muharraq | Amman International Stadium, Amán                        |                                                          |
|            | Al-Maharmeh 54' 83' · Ziyad 60' | Reporte |             | Asistencia: 7000 espectadores Árbitro(s): Mohammed Kousa | Asistencia: 7000 espectadores Árbitro(s): Mohammed Kousa |

| 3-11-2006 | Al-Muharraq                                              | 4–2 (Global 4-5) | Al-Faisaly                     | Bahrain National Stadium, Riffa                         |                                                         |
|           | Omar 18' · Leandson 52' · Meshkhas 60' · Abdulrahman 62' | Reporte          | Abdul-Amir 35' · Al-Tall 90+1' | Asistencia: 3000 espectadores Árbitro(s): M O Al Saeedi | Asistencia: 3000 espectadores Árbitro(s): M O Al Saeedi |

|                               |
| Bandera de Jordania           |
| Campeón Al-Faisaly 2.º título |